# Dolní Žandov (stacja kolejowa)
Dolní Žandov – stacja kolejowa w miejscowości Dolní Žandov, w kraju karlowarskim, w Czechach. Znajduje się na wysokości 555 m n.p.m.
Jest zarządzana przez Správę železnic. Na stacji nie ma możliwości zakupu biletów, a obsługa podróżnych odbywa się w pociągu.

## Linie kolejowe
- 170 Beroun - Plzeň - Cheb